# Manuel Cousin
Pour les articles homonymes, voir Cousin.
 (août 2020).
Manuel Cousin, né le 10 juillet 1967 à Rouen, est un navigateur et skipper professionnel français. 
Il réside aux Sables d'Olonne depuis 2017[réf. nécessaire]. Il termine 23e du Vendée Globe 2020-2021 et 31e du prochain Vendée Globe, celui de 2024 -2025. 

## Biographie

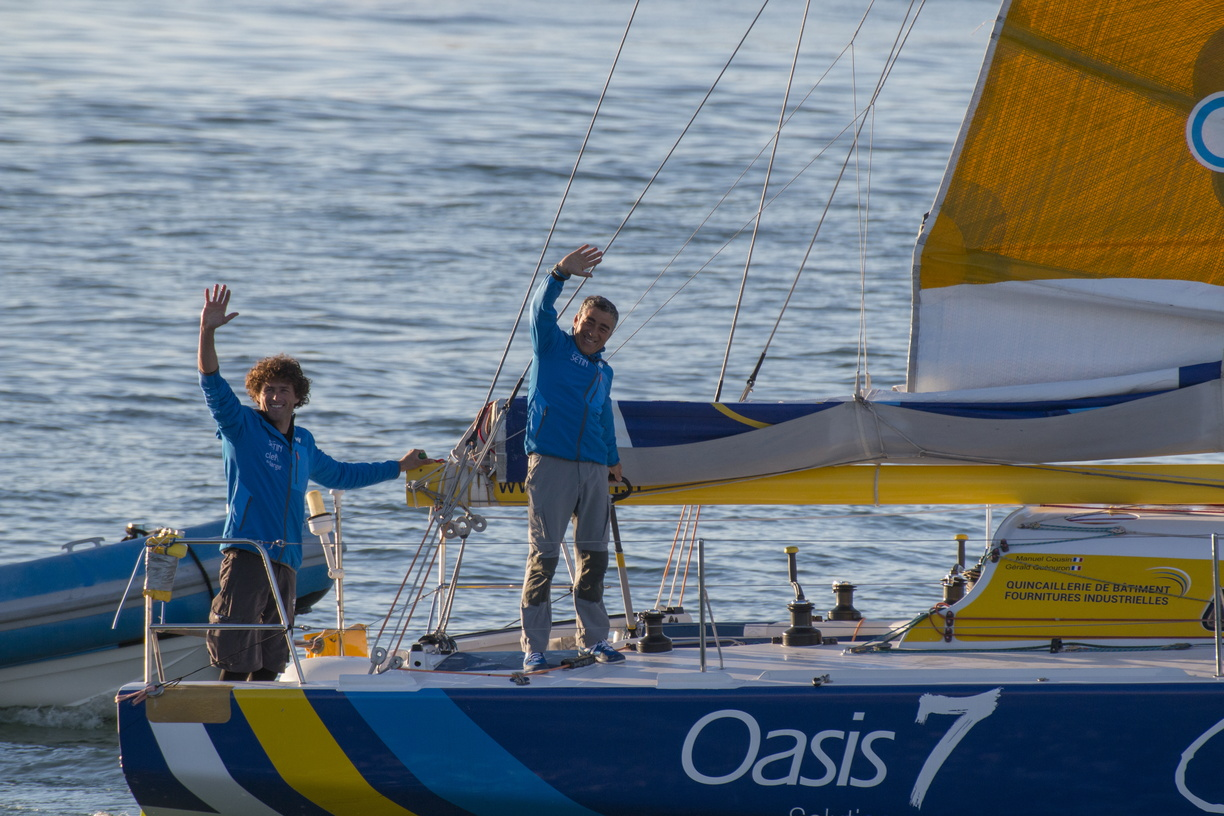
Manuel Cousin et Gérald Quéouron à bord de Groupe Setin quittent le port du Havre pour prendre le départ de la Transat Jacques Vabre 2017.

Né en ROUEN Manuel Cousin découvre la voile à l'âge de 5 ans lors de vacances familiales en Bretagne, près de Saint-Malo. Sa découverte des grandes courses maritimes devient vite une passion. En 2014, il intègre la Class40 et fait l'acquisition du bateau de Tanguy de Lamotte. Le voilier de course prend les couleurs de Groupe Sétin. Il remporte le Record SNSM et dispute de nombreuses courses dont la Transat Jacques Vabre et la Transat Québec-Saint-Malo.
En 2017, il abandonne sa carrière de cadre commercial pour se consacrer à plein temps à la Course au large. Il rachète avec son sponsor Groupe Sétin le 60 pieds IMOCA Paprec-Virbac 2 construit en 2007 pour Jean-Pierre Dick. Depuis cette date, il ne cesse de naviguer, et se qualifie pour le Vendée Globe 2020.

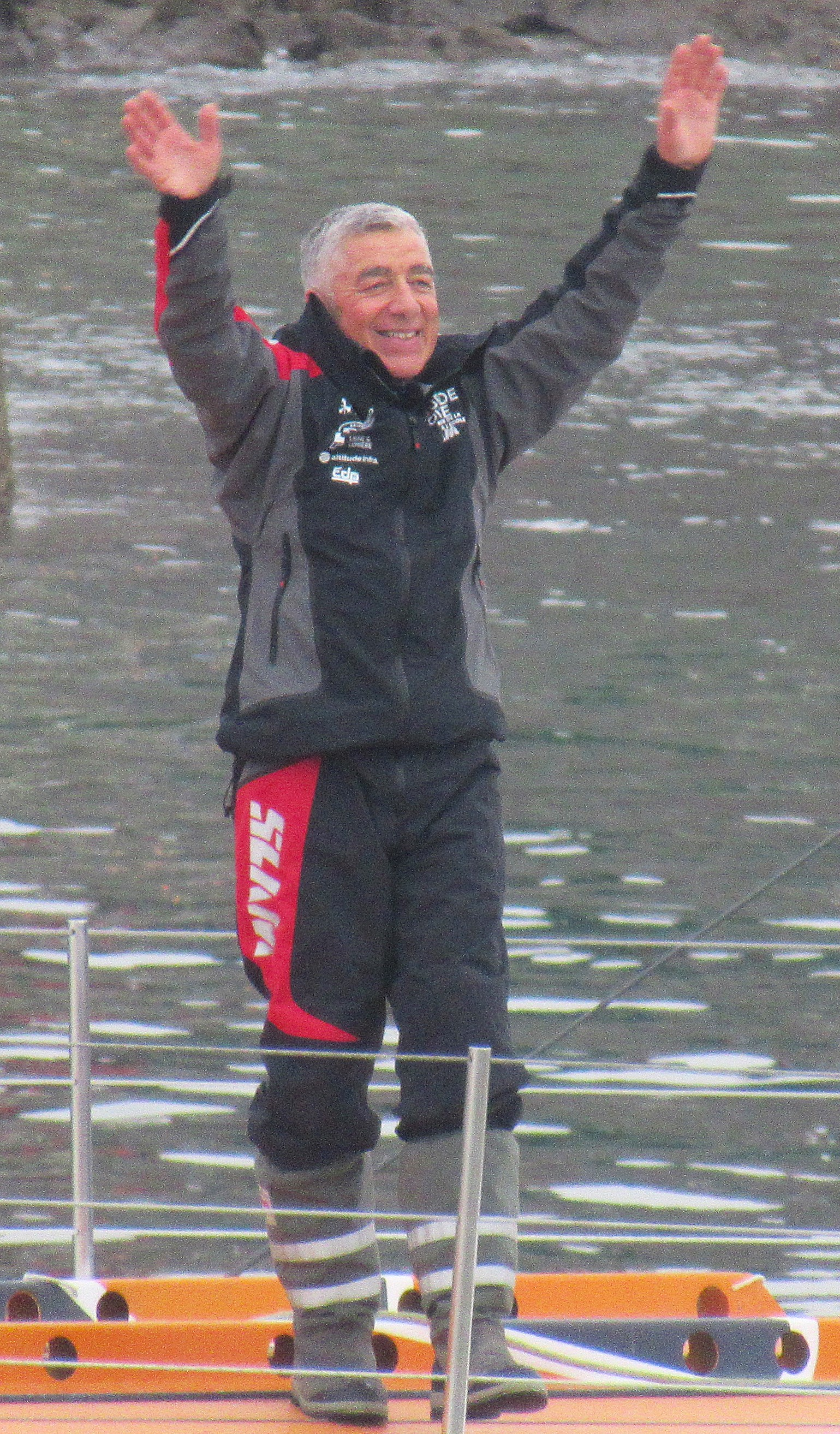
Au départ du Vendée Globe 2024-2025.

## Palmarès

### EnClass40[1]
2014
- 10e Grand Prix Guyader
- 3e Tour de Belle-Ile
- 5e Armen Race
- 1er Record SNSM

2015
- 7e Transat Jacques-Vabre
- 8e Grand Prix Guyader
- 2e Tour de Belle-Ile
- 14e Normandy Channel Race[2]

2016
- 14e Transat Québec-Saint-Malo
- 5e Grand Prix Guyader
- 10e Normandy Channel Race[3]
- 2e Armen Race

### EnIMOCA[4]
2017
- 11e Transat Jacques Vabre avec Arnaud Boissières sur La Mie-Câline-Artipôle
- 9e Rolex Fastnet Race avec Arnaud Boissières sur La Mie-Câline-Artipôle

2018
- 14e Route du Rhum Destination Guadeloupe
- 8e Défi Azimut[5]
- 8e Drheam Cup[réf. souhaitée]
- 6e Monaco Globe Series[6] avec Alan Roura
- 4e Bermudes 1000 Race
- 5e Grand Prix Guyader

2019
- 22e Transat Jacques Vabre avec Gildas Morvan
- 11e Rolex Fastnet Race avec Gildas Morvan
- 4e Armen Race avec Gildas Morvan
- 12e Bermudes 1000 Race[7]
- 8e Grand Prix Guyader[8]

2020

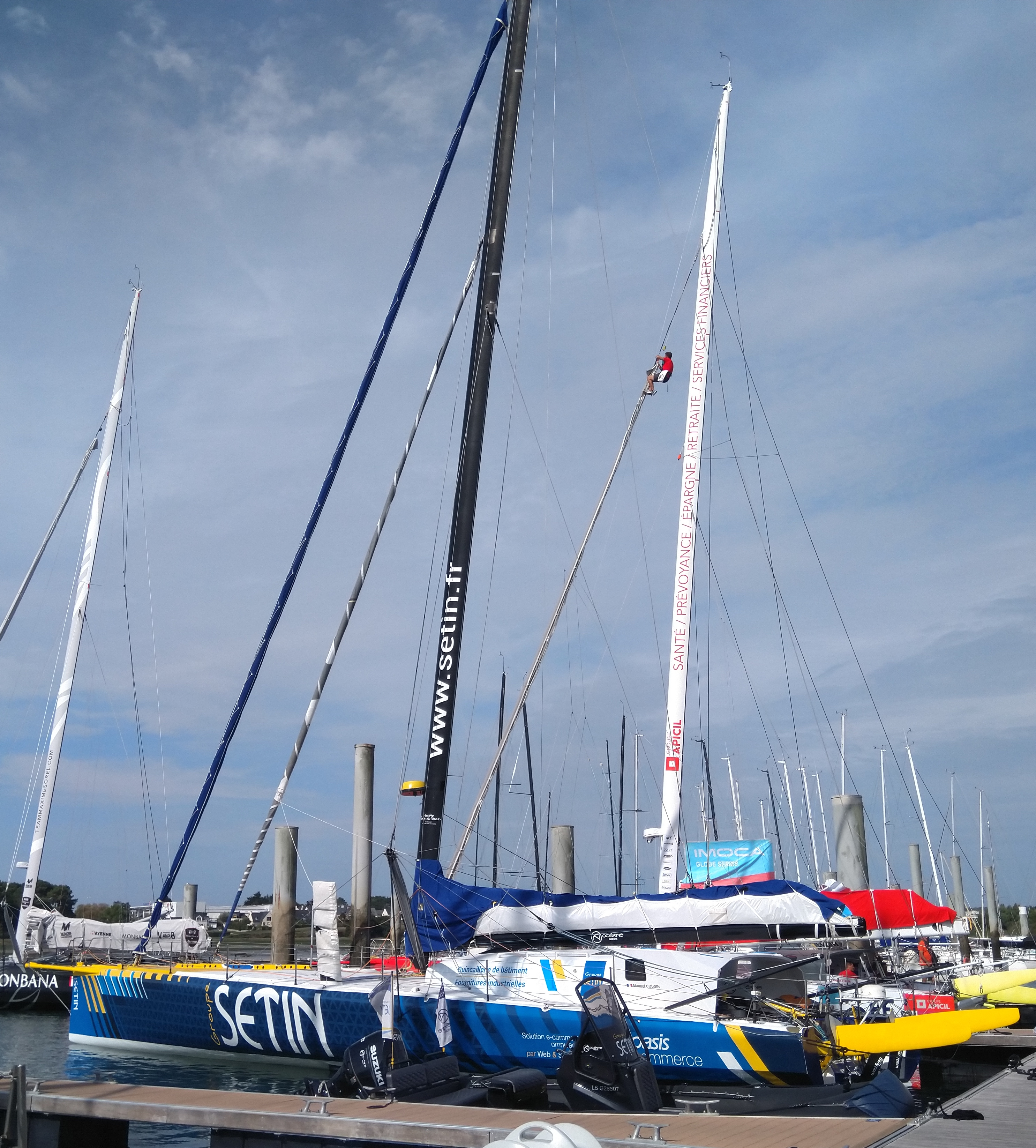
Groupe Setin à Lorient, pour le Défi Azimut 2022.

- 15e Vendée-Arctique-Les Sables d'Olonne

2021
- 23e sur 33 dans le Vendée Globe 2020-2021[9]
- 18e Transat Jacques Vabre avec Alexia Barrier

2022
- 18e de la Guyader Bermudes 1000 Race
- DNF Vendée-Arctique-Les Sables-d'Olonne
- 25e Runs de vitesse Défi Azimut
- 22e 48 h Solo du Défi Azimut
- 10e sur 28 Tour de Groix (Défi Azimut)
- 30e sur 38 Route du Rhum-Destination Guadeloupe